# Snellenius clavitergum
Snellenius clavitergum är en stekelart som beskrevs av Austin och Paul C. Dangerfield 1993. Snellenius clavitergum ingår i släktet Snellenius och familjen bracksteklar. Inga underarter finns listade i Catalogue of Life.